# Alain Da Costa
Alain Da Costa (ur. 1935, zm. 9 stycznia 2023 w Libreville) – gaboński trener piłkarski.

## Kariera trenerska
Trenował USM Libreville i Vantour Mangoungou. Ponadto pracował jako główny trener juniorskiej reprezentacji Gabonu. W 1987-1989 i 1994-1997 prowadził narodową reprezentację Gabonu. W czerwcu 2000 roku ponownie został mianowany na głównego trenera Gabońskich Panthères.
Od 2013 roku pracuje jako prezydent Fédération Gabonaise de Football. 

## Sukcesy i odznaczenia

### Sukcesy trenerskie
- zdobywca Coupe du Gabon Interclubs: 1987
- ćwierćfinalista Afryki U-17: 1987
- zdobywca Pucharu CEMAC: 1988
- ćwierćfinalista Pucharu Narodów Afryki: 1996